# Vernonia stellulifera
Vernonia stellulifera là một loài thực vật có hoa trong họ Cúc. Loài này được (Benth.) C.Jeffrey miêu tả khoa học đầu tiên năm 1988.